# You're Getting Old
"You're Getting Old" is de zevende aflevering van het vijftiende seizoen van de geanimeerde televisieserie South Park, en de 216e aflevering van de hele serie. Deze werd voor het eerst uitgezonden in de Verenigde Staten op 8 juni 2011 op Comedy Central.

## Plot
Op zijn tiende verjaardagsfeestje krijgt Stan van een van zijn vrienden de nieuwste CD van een "tween wave" band cadeau. Sharon verbiedt haar zoon ernaar te luisteren en neemt de CD onmiddellijk in beslag. Randy is van mening dat Sharon veel te ouderwets is en besluit zelf naar de CD te luisteren (die, voor de kijker en de volwassenen, letterlijk als shit klinkt). Randy zegt dat hij de muziek geweldig vindt, maar Sharon gelooft hem niet. 
Terwijl de "tween wave" muziek steeds populairder wordt, verbieden Sharon en alle andere ouders hun kinderen om ernaar te luisteren. Als een voorbeeld van goede muziek, laten ze hen een fragment van het album Synchronicity van The Police beluisteren. Voor de jongens en de kijker klinkt de muziek echter als shit, net zoals de "tween wave" muziek klinkt naar volwassenen toe. Die nacht trekt Stan zijn stoute schoenen aan en luistert hij toch naar de "tween wave" muziek die, tot zijn grote verbazing, plots klinkt als shit. 
Stan gaat naar de dokter, die hem vertelt dat het doodnormaal is dat zijn muzieksmaak verandert naarmate hij ouder wordt. Na wat testen begint Stan echter alles en iedereen als shit te aanzien, waardoor de dokter als diagnose stelt dat Stan gewoon een "cynische klootzak" is. Van ijsjes tot filmtrailers, Stan kan enkel nog het slechte in de dingen zien. Kyle, Kenny en Cartman beginnen hem te mijden, omdat zijn gedrag hun plezier bederft. Wanneer Stan en Kyle hierover beginnen ruziën, ziet hij Kyle letterlijk als een stuk shit dat aan ontlasting doet in plaats van te praten.
Sharon beschuldigt Randy ervan slechts te doen alsof hij de muziek goed vindt, zodat hij zijn grote droom van muziekster worden alsnog kan waarmaken en tegelijkertijd kan ontkennen dat hij "oud" wordt. Hij negeert haar en begint onder de naam "Steamy Ray Vaughn" zelf "tween wave" optredens te geven in de lokale bowlinghal. Het laten van winden is uiteraard hét belangrijkste in de act. Tijdens een duet met een vrouw die zichzelf "Steamy Nicks" noemt, betrapt Sharon haar man, waarna ze slaande ruzie krijgen. Ze scheldt hem uit voor de vele stommiteiten die hij de afgelopen jaren heeft begaan, zoals vechten tijdens baseballwedstrijden, Warcraft spelen en een beroemde chef-kok worden. 
Randy zegt tegen Sharon, dat hij dit alles doet omdat hij al lange tijd ongelukkig is. De twee besluiten dat ze zich tezamen niet meer goed voelen. Ze gaan uit elkaar en verkopen hun huis. Randy vertrekt en Stan, Sharon en Shelly verhuizen. Intussen lijkt er zich een nieuwe vriendschap te vormen tussen Kyle en Cartman, die een glimlach delen terwijl ze samen een videospelletje spelen. Aan het cynisme van de nu compleet van zijn vrienden vervreemde Stan, lijkt nog steeds geen einde te komen.